# 愛知県立総合看護専門学校
愛知県立総合看護専門学校（あいちけんりつそうごうかんごせんもんがっこう）とは、愛知県名古屋市昭和区滝川町にある愛知県が運営する公立専修学校である。

## 概要
2024年4月現在、愛知県唯一の県立の看護専門学校である。2024年3月まで岡崎市に設置されていた県立愛知看護専門学校とは、教職員の異動など一定の関係をもっていた。同校内に県内看護職の継続教育の機関として愛知県看護研修センターが設置されている。
略称は県総看。

## 教育理念
生命の尊重、人間愛を根底にした調和のとれた看護実践者の育成をめざす。
さまざまな看護の場において、あらゆる看護の対象に対して、安全に、科学的根拠に基づいた看護が実践できるように教育する。
常に責任感をもって行動でき、看護の向上をめざして自己研鑽できる能力を身につけた専門職業人を育成する。

## 教育目的
看護に関する専門の知識及び技能を修得させ、もって社会的に有為な看護師を育成することを目的とする。

## 教育目標
人間を身体的・精神的・社会的に統合された存在として、幅広く理解する能力を養う。
人々の多様な価値観を認識し、専門職業人としての倫理観に基づき看護を実践できる能力を養う。
あらゆる健康状態や生活の場に応じた看護を科学的根拠に基づき実践できる能力を養う。
保健医療福祉チームの一員として協働し、看護の役割を果たす能力を養う。
看護の向上を目ざし、主体的に学び続ける姿勢を養う。

## 年間行事
- 4月 - 入学式
- 5月 - スポーツ大会
- 8月 - オープンキャンパス
- 9月 - 開学記念日
- 10月 - 防災訓練、戴帽式
- 11月 - 学校祭
- 3月 - 卒業式

## 構成学科
- 第一看護科 （全日制3年課程）

## 取得できる資格・免許 状
- 看護師国家試験受験資格
- 専門士（医療専門課程）の称号
- 保健師学校・助産師学校受験資格
- 4年制大学編入学受験資格

## 所在地
- 〒466-0826：愛知県名古屋市昭和区滝川町36番地

## 交通機関
- 名古屋市営地下鉄鶴舞線 いりなか駅1番出口から徒歩で約8分。
- 名古屋市営地下鉄名城線 八事日赤駅1番出口から徒歩で約10分。
- 栄より名古屋市営バス栄18系統の妙見町行に乗車し「滝川町」バス停下車、徒歩で約3分。